# Даггетт-Брук (тауншип, Миннесота)
Даггетт-Брук (англ. Daggett Brook) — тауншип в округе Кроу-Уинг, Миннесота, США. На 2000 год его население составило 448 человек.

## География
По данным Бюро переписи населения США площадь тауншипа составляет 94,2 км², из которых 94,1 км² занимает суша, а 0,2 км² — вода (0,22 %).

## Демография
По данным переписи населения 2000 года здесь находились 448 человек, 155 домохозяйств и 123 семьи.  Плотность населения —  4,8 чел./км².  На территории тауншипа расположено 167 построек со средней плотностью 1,8 построек на один квадратный километр. Расовый состав населения: 98,44 % белых, 0,67 % коренных американцев, 0,22 % азиатов, 0,22 % — других рас США и 0,45 % приходится на две или более других рас. Испанцы или латиноамериканцы любой расы составляли 0,67 % от популяции тауншипа.
Из 155 домохозяйств в 40,0 % воспитывались дети до 18 лет, в 70,3 % проживали супружеские пары, в 2,6 % проживали незамужние женщины и в 20,6 % домохозяйств проживали несемейные люди. 16,8 % домохозяйств состояли из одного человека, при том 5,8 % из — одиноких пожилых людей старше 65 лет. Средний размер домохозяйства — 2,89, а семьи — 3,25 человека.
29,9 % населения — младше 18 лет, 8,7 % — в возрасте от 18 до 24 лет, 27,9 % — от 25 до 44, 23,7 % — от 45 до 64, и 9,8 % — старше 65 лет. Средний возраст — 34 года. На каждые 100 женщин приходилось 110,3 мужчин.  На каждые 100 женщин старше 18 приходилось 113,6 мужчин.
Средний годовой доход домохозяйства составлял 46 250 долларов, а средний годовой доход семьи —  46 563 доллара. Средний доход мужчин —  32 188  долларов, в то время как у женщин — 18 333. Доход на душу населения составил 17 820 долларов. За чертой бедности находились 9,2 % семей и 12,3 % всего населения тауншипа, из которых 15,9 % младше 18 и 36,4 % старше 65 лет.